# Lac
Pour les articles homonymes, voir Lac (homonymie).
 (décembre 2014).

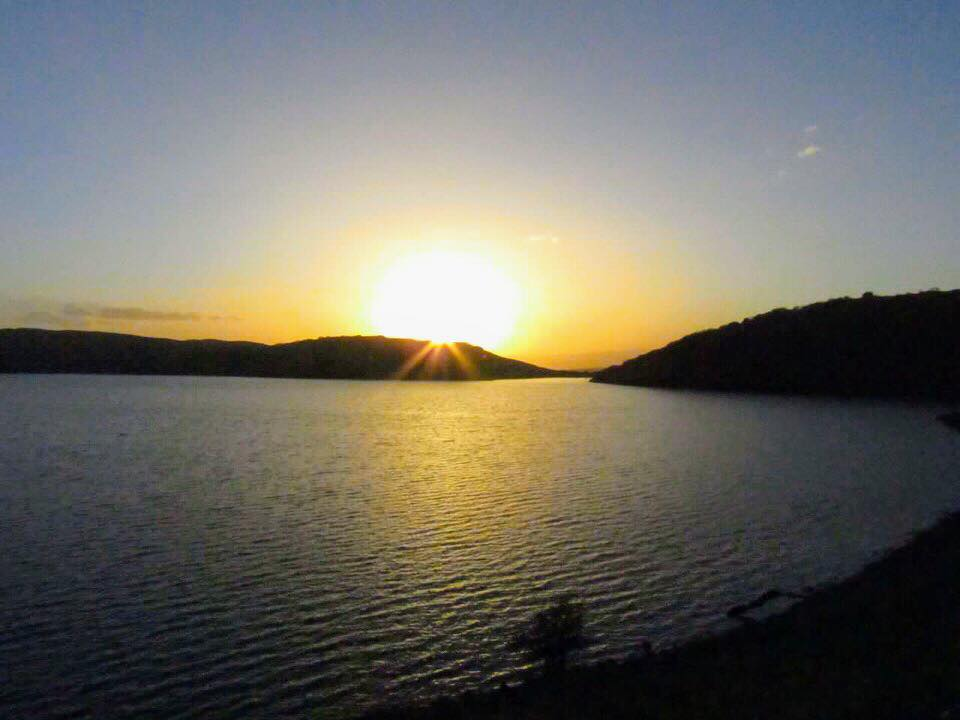
Le lac d'Akdoğan.

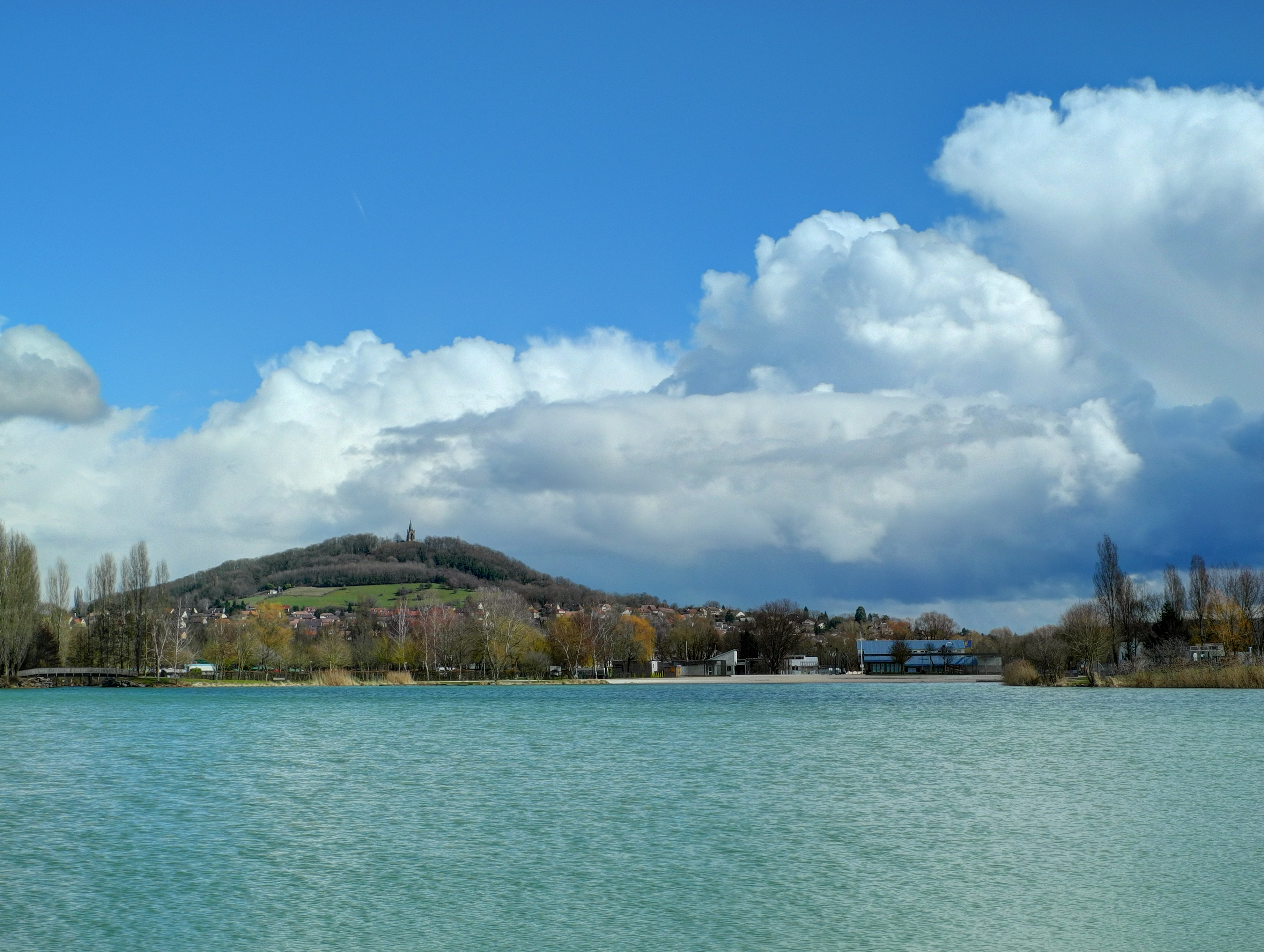
Le lac de Vaivre à Vesoul (Haute-Saône).

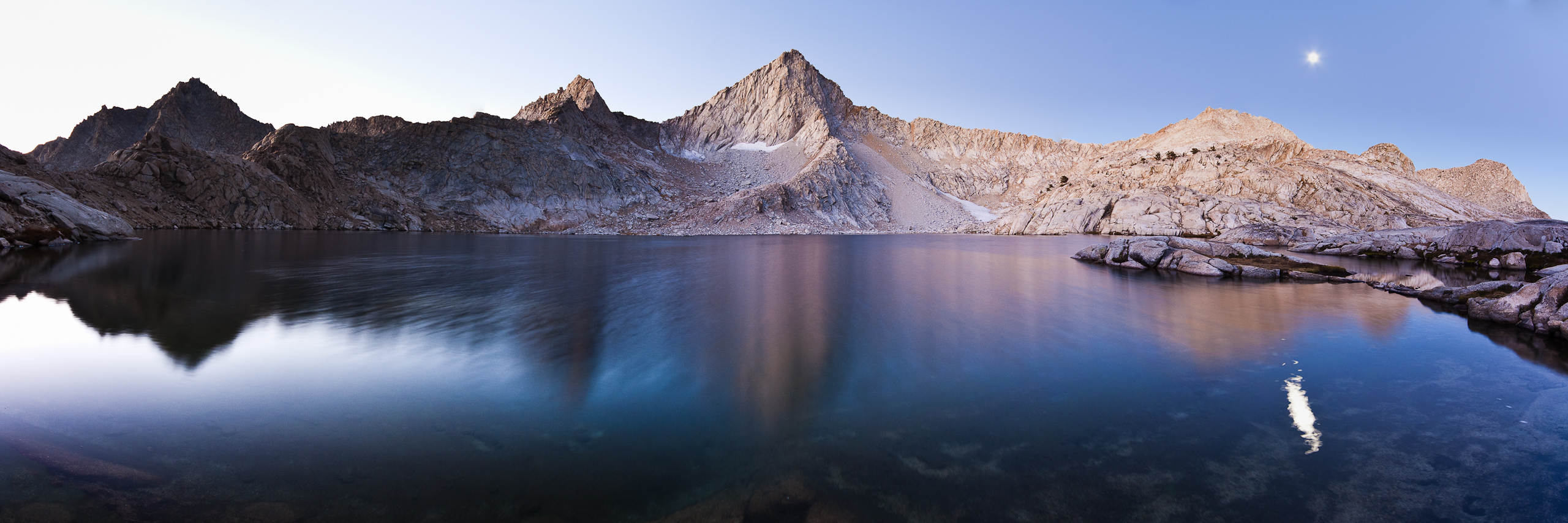
Lac dans le parc national de Sequoia (États-Unis).

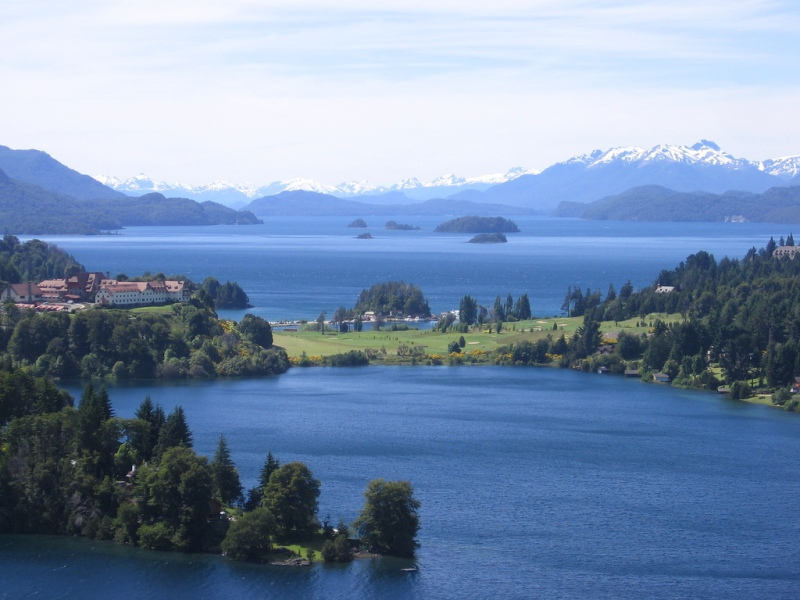
Lac nahuel Huapi en Bariloche (Argentine).

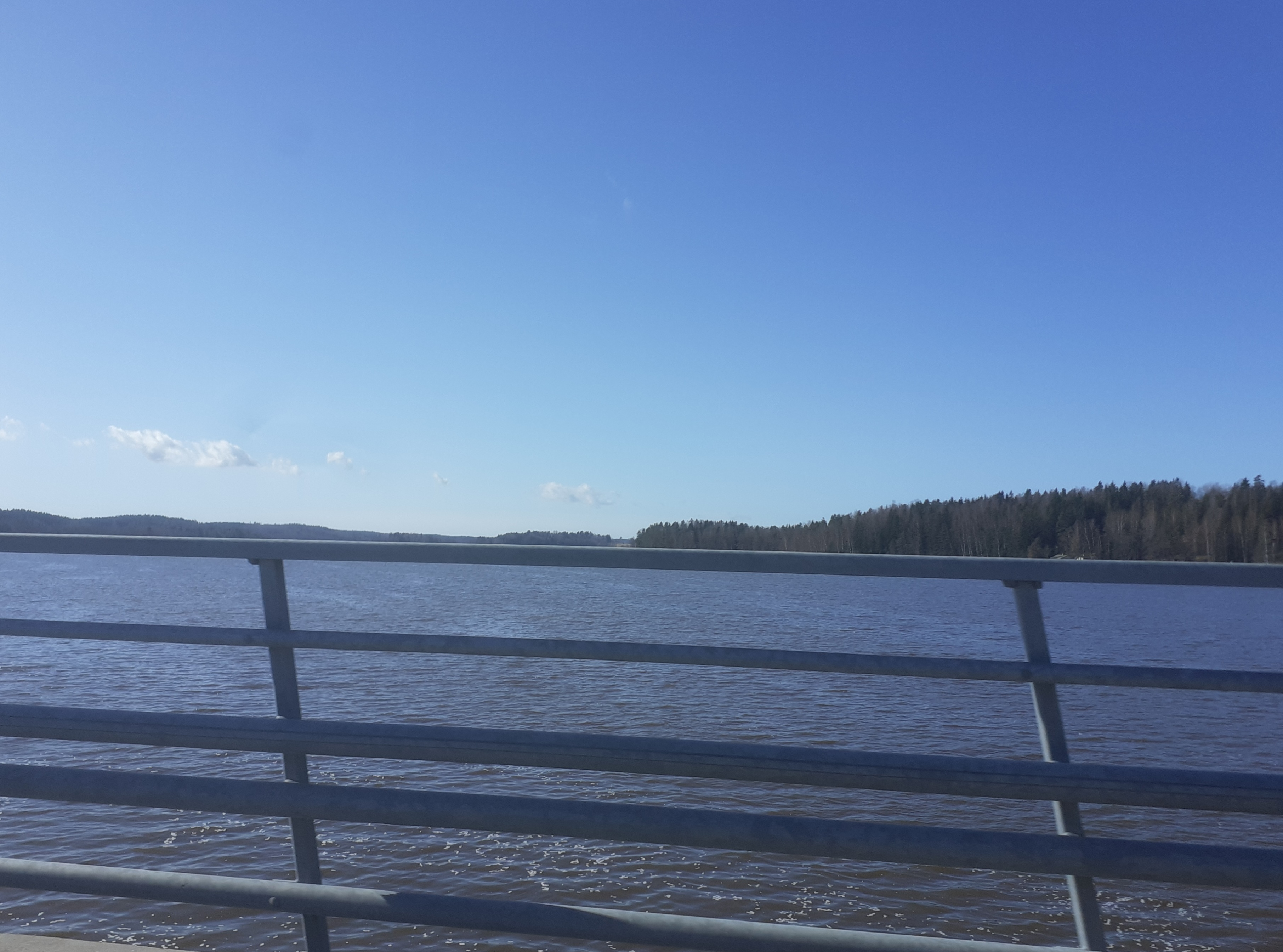
Le lac Hiidenvesi en Lohja (Finlande).

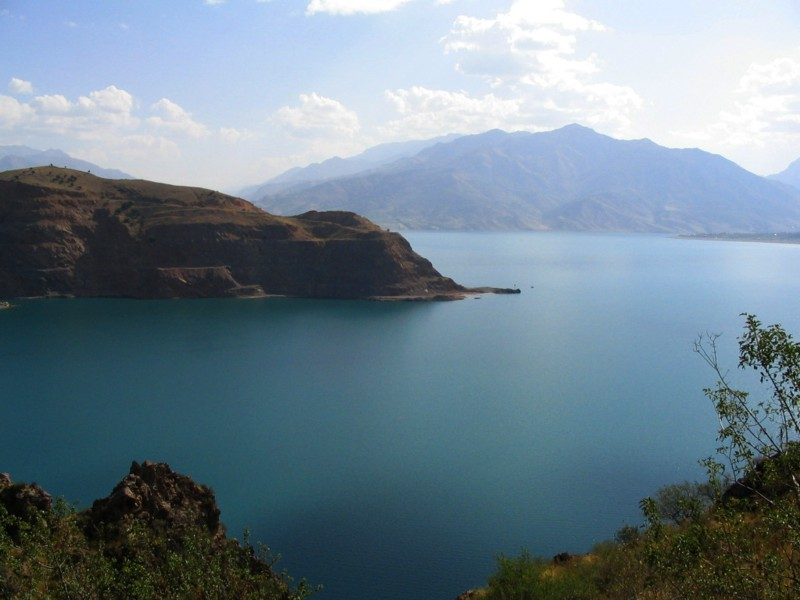
Lac artificiel Tcharvak en Ouzbékistan.

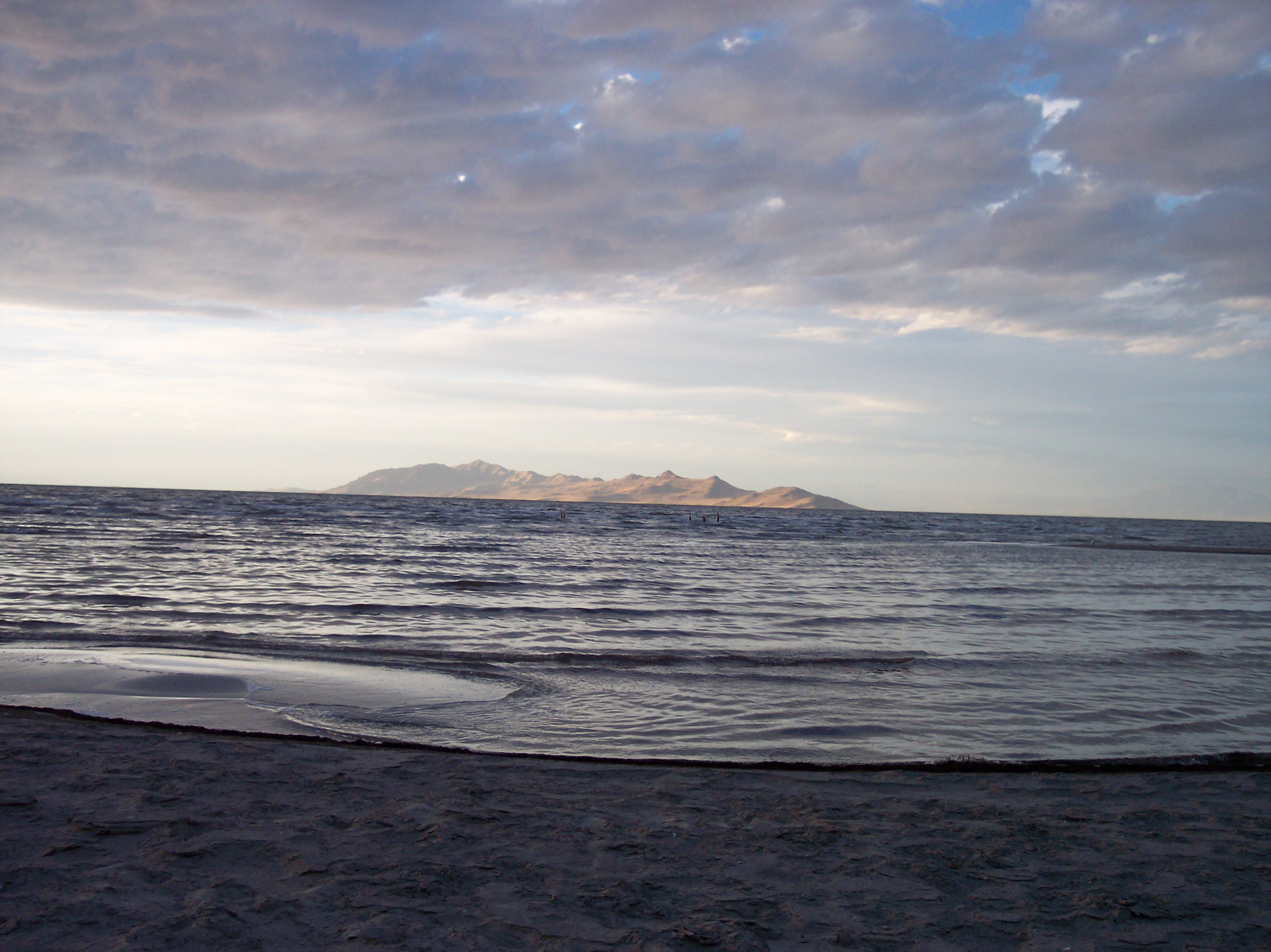
Le Grand Lac Salé (Utah).

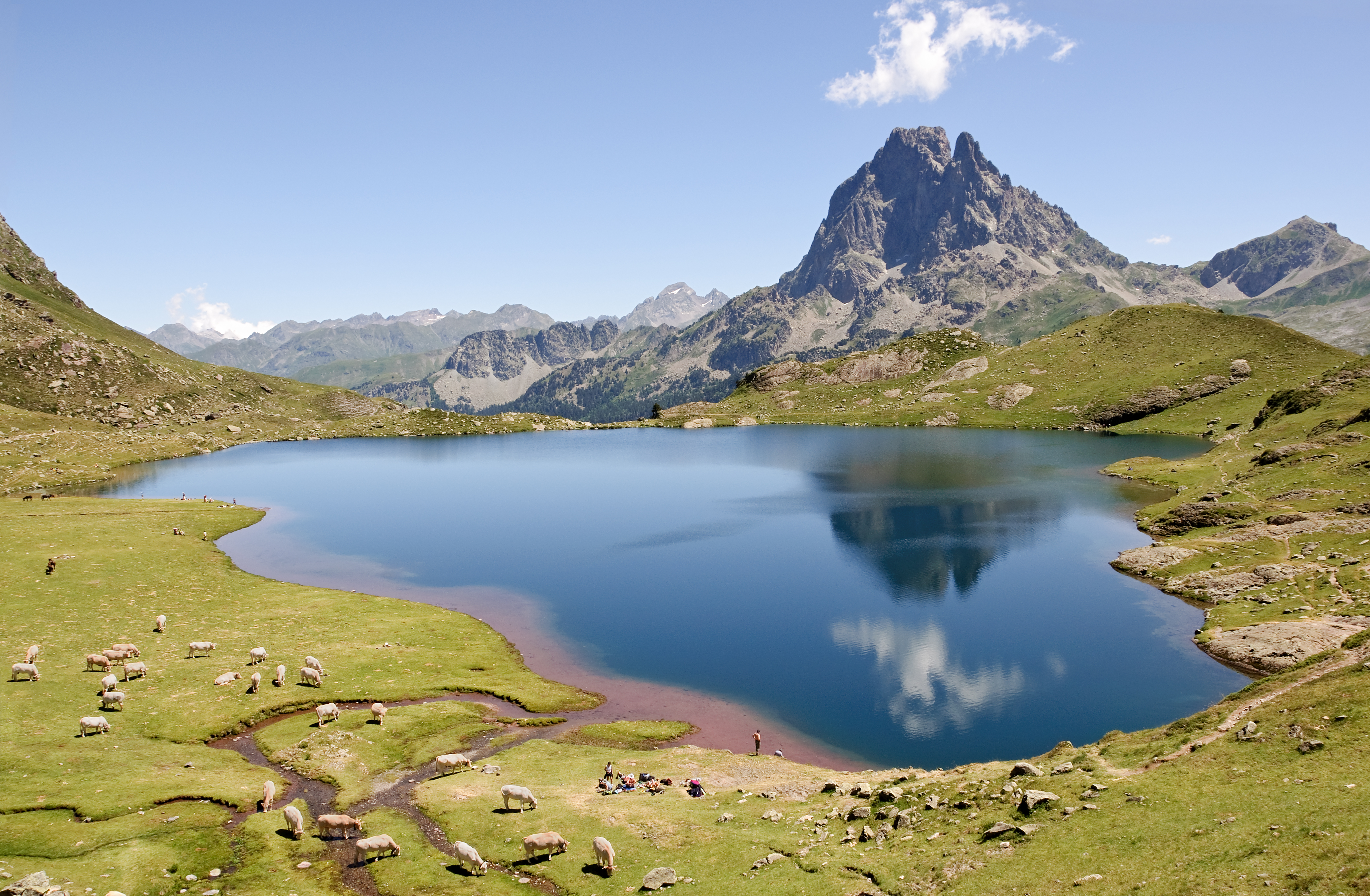
Le lac Gentau, dans les Pyrénées béarnaises, occupe un ombilic glaciaire.

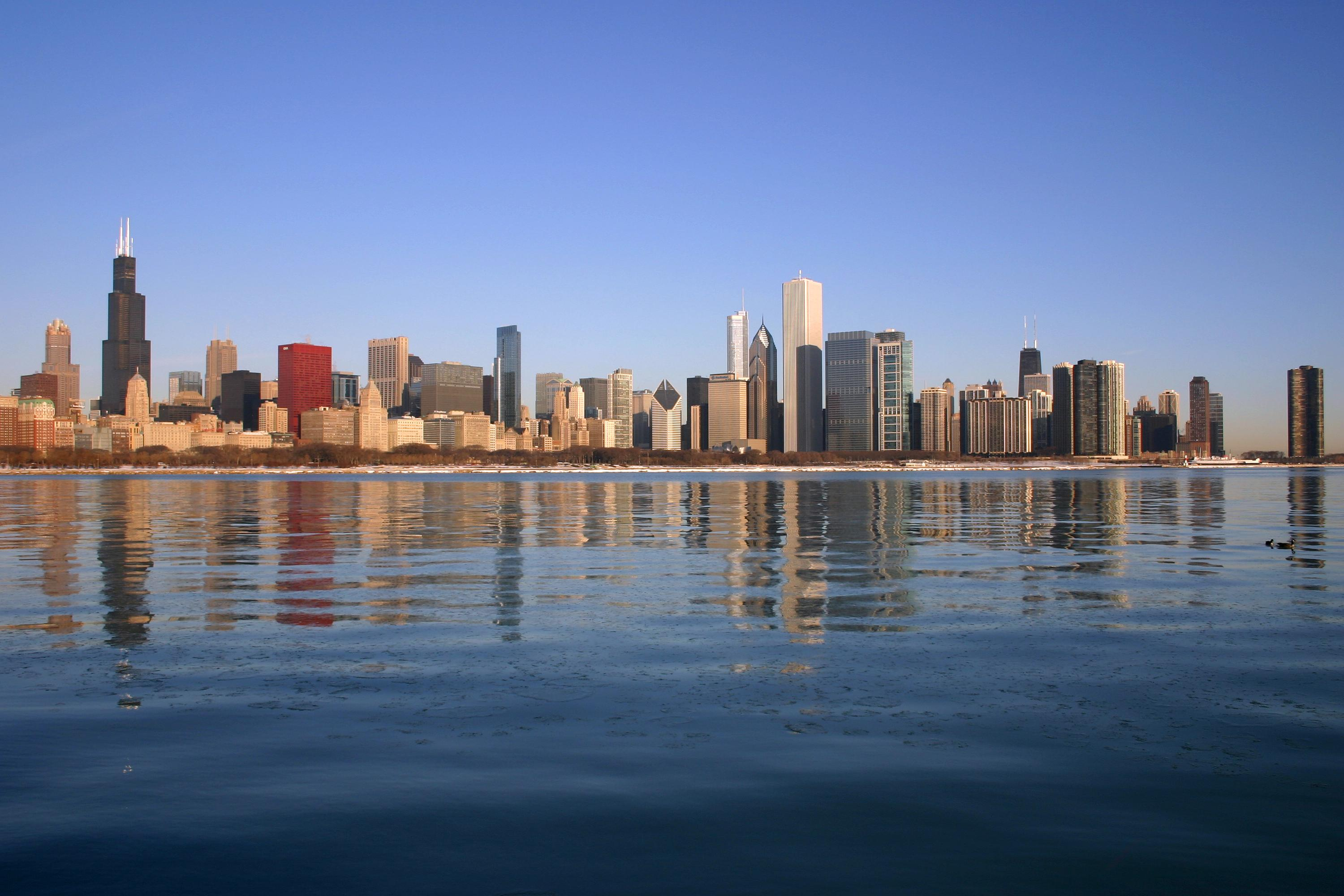
Le lac Michigan, l'un des cinq Grands Lacs d'Amérique du Nord borde la ville de Chicago (États-Unis).

Un lac est une grande étendue d'eau entourée de terre, où il suffit que la profondeur, la superficie, ou le volume soit suffisant pour provoquer un dépôt de sédiments ou une stratification (une seule condition remplie suffit à lui donner ce statut en limnologie).
Dans le langage courant, le lac est un concept assez flou ; les noms locaux donnés aux plans d'eau par la population ne s'accordent pas toujours aux définitions officielles, et c'est souvent la grande taille ou une grande profondeur qui sont alors prises en compte. Un lac est ainsi plutôt plus grand et plus profond qu'un étang, lequel est plus grand et plus profond qu'une mare.
Les plus grands lacs sans débouché maritime sont ainsi nommés « mers fermées », à l'instar de la mer Caspienne, mais la règle est floue puisqu'on parle de la mer Morte et du Grand Lac Salé. Il est parfois proposé de distinguer les mers des lacs par le caractère salé des eaux marines et des eaux douces des lacs.

## Étymologie
Le terme lac provient de l'ancien français lac, lequel vient du latin lacus.
La plus vieille trace écrite est une racine sanskrit qui désigne à l’origine une dépression, une rupture de l'écorce terrestre remplie d'eau. Ici, le terme exclut les masses d'eau retenues par un barrage, que celui-ci soit naturel ou artificiel. Cela s'explique par le fait que cette définition a évolué au fil des siècles.

## Histoire de la définition
En 1892, le Suisse François-Alphonse Forel, fondateur de la limnologie, fut le premier scientifique à définir clairement un lac. Pour lui, « on désigne par un lac une masse d'eau stagnante sans communication directe avec la mer, située dans une dépression du sol fermée de tous côtés. »

## Cartographie des lacs et évaluation de leurs profondeurs et volumes
Ce travail est encore en cours,.
Grâce à l'imagerie satellitaire, environ 100 millions de lacs de surface de plus d'un hectare, couvrant au total plus de 300 millions d'hectares (2 % environ des terres émergées) ont été repérés. Mais des lacs ou étangs temporaires, gelés, couverts de végétation flottante ou cachés sous la canopée peuvent avoir échappé à la cartographie,.
La part des petits lacs a longtemps été sous-estimée en nombre : en 2006, un modèle global (basé sur la loi de Pareto) avait conduit à doubler l'estimation précédente (304 millions de lacs pour un total de 4,2 millions de km2 de superficie) en prenant mieux en compte des millions de plans d'eau de moins de 1 km2. Des analyses similaires basées sur l'inventaire des grands barrages artificiels avaient évalué la surface des retenues à 0,26 million de km2. Mais en y ajoutant les nombreuses petites retenues agricoles ou piscicoles dans le monde (0,1 % et 6 % de la SAU mondiale) la surface en eau peut — en fonction des précipitations — être portée à environ 77 000 km2 (étude de 2006) ; 4,6 millions de km2 de la surface terrestre continentale de la Terre (soit 3 %) seraient ainsi couverts par de l'eau si l’on tient compte des étangs et petits bassins de retenue.
Profondeurs : Elles sont encore plus mal connues, variant considérablement selon le contexte hydrogéologique et parfois saisonnièrement. Ainsi, le Loch Ness (Écosse) a une profondeur moyenne de 132 mètres (plus de 4 fois celle du lac Érié d’Amérique du Nord, qui est cependant 4 500 fois plus étendu. Des modèles approximatifs déduisent la profondeur d'un lac de la topographie environnante, prédisant selon une étude récente un volume cumulé de 160 000  à   280 000 km3. Cael a récemment développé un nouveau modèle, en collaboration avec Adam Heathcote (écologue) et David Seekell (naturaliste). En y intégrant un modèle de distribution des lacs dans le monde et en utilisant les données issues de plusieurs études, les auteurs ont montré que le nombre de lacs dans une zone donnée répond à une loi mathématique particulière (la loi de puissance). Le nombre de lacs diminue statistiquement au fur et à mesure que l’on s’intéresse à une zone plus vaste. Et plus les lacs sont petits, plus ils sont disposés en grappe ; plus ils sont grands, plus ils sont rares et isolés ; il y a environ 100 fois plus de petits lacs de moins de 1 ha que de 10 hectares, et seulement un lac de 10 hectares pour 100 de 1 ha, et ainsi de suite. Cette loi de puissance combinée à des données supplémentaires suggère qu'on avait jusqu'alors sous-estimé le nombre de petits lacs. Ceci conduit à ré-estimer à la hausse le nombre total de lacs dans le monde et leur surface, mais avec une estimation à la baisse de leur profondeur moyenne (2/3 de l’estimation initiale). Si ces lacs sont réellement moins profonds que ce qu’on pensait, ils émettent probablement plus de méthane que prévu. Leur rôle de puits de carbone serait moins important que prévu et leur contribution au réchauffement climatique plus important que prévu... En se réchauffant et à cause des apports en matière organique accrus par l’eutrophisation et l'érosion entraînées par les activités humaines (agriculture notamment), cette contribution pourrait encore augmenter.
Une estimation récente des volumes et profondeurs est basée sur la théorie de la percolation (loi de Darcy), mais aussi sur un modèle mathématique topographique de la Terre qui postule que la surface du globe a une symétrie fractale approximativement affine. C'est-à-dire que quelle que soit la distance parcourue, la répartition des montagnes et des vallées sera statistiquement identique si toutes les hauteurs sont étirées par un facteur particulier. Plusieurs études topographiques montrent en effet qu’en zoomant sur un paysage d'un facteur 10 les hauteurs sont à ajuster d’un facteur d’échelle qui est de 2,5 (comme sur Mars). On peut alors inférer statistiquement les volumes et profondeurs des lacs selon les caractéristiques de leurs régions, en supposant que les lacs ne modifient pas eux-mêmes significativement la topographie sous-jacente. Un calcul donne alors un volume total des lacs de 199 000 km3 (dans la fourchette inférieure des estimations précédentes) pour une profondeur moyenne de seulement 42 mètres (contre 62 à 151 mètres pour les estimations antérieures). Selon l’auteur, « La prévision de l’échelle de volume est précise et cohérente dans et entre des ensembles de données lacustres disponibles pour diverses régions du monde. » Ceci a des conséquences pour la compréhension de l’écologie lacustre et de leurs relations au changement climatique et au cycle du carbone et de l’eau car des lacs moins profonds sont potentiellement plus chauds, mois stratifiés et pourraient libérer plus de méthane que prévu. Les calculs précédents des budgets de méthane lacustre suggéraient que les lacs émettent autant de CH4 que tous les océans et constitueraient la moitié environ des sources terrestres. Ces quantités devraient alors être revues à la hausse.
Ces études basées sur des modèles ont une portée générale mais d'autres facteurs récents ont aux échelles historiques ou géologiques de temps influé sur le nombre, le volume et la surface des lacs : c'est le cas par exemple du recul des populations de castor fiber dont les barrages entretenaient jusqu’au haut-moyen-âge un grand nombre d’étendues d’eau. Ensuite, le développement de l'irrigation et les pompages ainsi que la création de nombreux petits lacs de barrages sont aussi à prendre en compte.

## Description

### L'écosystème lacustre
C'est un système dynamique qui évolue lentement avec le temps et le climat, et sous l'effet des activités humaines du bassin versant.
Plus le lac est profond, plus l'inertie thermique et physico-chimique de la masse d'eau est importante. Inversement, de vastes plans d’eau superficiels et très peu profonds (« shallow lakes » en anglais) sont très sensibles et immédiatement réactifs aux changements de l'environnement (climat, hydrologie, pollution, activités anthropiques). C'est le cas des lacs superficiels à fines lames d'eau,. Ceci vaut d'ailleurs pour les étangs et les mares, mais à d'autres échelles spatiotemporelles.
Certains volcans possèdent des lacs de cratère dont certains sont des lacs acides et très minéralisés (Remarque : on parle aussi de lacs de lave dans le cas de certains volcans de type basaltique à lave fluide).
Les lacs étant relativement fermés, ils sont vulnérables à certaines espèces invasives quand elles y ont été introduites (volontairement ou non). Ils sont également pour cette raison plus sensibles à certains micro-polluants (ETM, médicaments, antibiotiques, biocides, pesticides, perturbateurs endocriniens) qui peuvent s'y accumuler ou se dégrader à une vitesse différente de celle qu'ils auraient dans les cours d'eau.
Selon l'espèce considérée, la qualité de l'eau, la saison et le type de lac, les organismes lacustres ont une stratégie d'occupation spatiale du lac qu'ils adaptent aux variations des conditions environnementales. L'étude de réservoirs (de centrale nucléaire, par exemple) non soumis à un marnage ni aux fluctuations naturelles a permis d'étudier la manière dont les poissons et d'autres organismes se répartissent dans l'espace et le temps dans la masse d'eau dans ces conditions de faibles contraintes abiotiques. Selon Holmgren & Appelberg (2000), sept principaux facteurs (variables) environnementaux ont un effet significatif sur le nombre d'occurrences de chaque espèce de poisson dans les différentes couches d'un lac naturel, la conductivité, la température, la surface, la latitude et l’altitude du lac, sa transparence et sa profondeur maximale. La profondeur de vie d'un poisson semble résulter de choix combinant principalement des variables biogéographiques et de productivité du milieu, avec quelques variations interannuelles notamment liées aux variations météorologiques et de pluviométrie.

### Lacs et climat
Tout lac est alimenté par des eaux de surface et/ou souterraines, et météoriques plus ou moins dépendantes des conditions géologiques, météorologiques et climatiques. Le climat influe sur le cycle de l'eau du lac, mais aussi sur sa température.
Les sédiments lacustres comptent parmi les hot-spots potentiels d'émissions de gaz à effet de serre (méthane, dioxyde de carbone et oxydes nitreux), d'autant plus que leurs eaux d'alimentation sont eutrophisées ou dystrophes. Là où elles ont été mesurées les émissions annuelles de CH4 et de CO2 passant des lacs à l'atmosphère sont proportionnelles aux stocks de matière organique sédimentée et d'hydrates de méthane et/ou aux apports hydriques nets de Carbone (parfois principalement par les eaux souterraines comme dans deux lacs du bassin versant de la rivière Shingobec (Minnesota). Le réchauffement accélère la production de méthane, qui elle-même contribue au réchauffement global. Les moyennes des émissions des lacs tropicaux seraient 58 % plus élevées que celles des lacs subarctiques, boréaux ou de zone tempérée voire jusqu'à 400 % plus élevé compte tenu des valeurs médianes,,,,,. en 2004, il a été évalué que le flux de CH4 émis par les lacs dans le monde serait de 6 à 25 Tg de CH4 par an.

### Éléments de définition, du vernaculaire au scientifique
La définition des lacs ou étangs, et plus encore celle des zones humides peut varier selon les époques, les pays et les acteurs et fait encore l'objet de débats. D'un point de vue commun (retrouvé dans la toponymie) un lac serait fait d'eau douce, à la différence des mers et des océans, quant à eux salés. Cette définition est incorrecte car la mer Baltique présente moins de 4 g/L de sel et le Grand Lac Salé environ 250 g/L.
Classer un plan d'eau en lac ou étang selon son appellation locale dans la toponymie n'est en outre pas possible : un même plan d'eau est parfois indifféremment nommé étang ou lac, ou lac et mer. Le critère parfois retenu d'une zonation verticale exclut les lacs plats et très plats (dont les couches sont constamment mélangées par le vent).

#### Le lac
Le limnologue Laurent Touchart le définit comme « plan d’eau continental (séparé de la mer, dominé par son bassin d’alimentation et développant son caractère propre), dont la superficie, la profondeur ou le volume sont suffisants pour provoquer une zonation, un étagement ou une régionalisation des processus limnologiques. » La dimension verticale et le mélange des couches tendent à prendre de l'importance pour la classification des lacs et étangs, de même que les interactions entre le lac et son bassin d'alimentation. Pour l’auteur, celles-ci sont déterminantes quand elles sont suffisamment importantes, et ce de manière conjointe ou indépendante. « Or, un plan d’eau que nous qualifions de superficiel ou pelliculaire doit a priori ne posséder qu’une dimension verticale réduite. Par conséquent, les plans d’eau que nous étudions ne peuvent être qualifiés de lacs que lorsqu’ils possèdent, outre les autres caractères de la définition, des dimensions horizontales suffisantes pour provoquer une zonation ou une régionalisation des processus limnologiques. » On parle aussi de lacs souterrains et depuis peu de lacs sous-marins (accumulation d'eau hypersalée dans les grands fonds marins, souvent près d'un suintement froid). La frontière entre les concepts de lac et d'étang est floue ; par exemple, le Lac Balaton a été présenté comme un Lac-étang.

#### La profondeur absolue (notéeZm)
C'est la profondeur mesurée (en mètres) au point le plus profond du lac. Plus un lac est profond et petit, moins les couches d'eau s'y mélangent.

#### La profondeur relative (notéeZr, exprimée en%)
Quand Goldman et Horne en 1983 ont cherché des critères pour bien différencier les mares des étangs). Constatant que la profondeur ne pouvait à elle seule différencier une mare d'un étang, et un étang d'un lac, en prenant les exemples du lac Tchad et du lac Winnipeg, ils ont réutilisé un autre concept : la profondeur relative, calculée d'après la profondeur, pondérée par le critère de superficie (plusieurs modes différents de calcul de cet indice existent). À l'époque, Goldman et Horne ne différenciaient toujours pas par une définition claire les plans d’eau profonds des plans d'eau superficiels. Il est depuis admis que « la plupart des lacs ont une profondeur relative de 2 % et que les plans d’eau très creux dépassent les 4 % ».

#### L'indice de creux (Ic)
Indice pour décrire la profondeur relative d'un lac, en mettant en rapport sa profondeur et sa superficie. Il a été proposé par Delebecque en 1898. Cet indice de creux (sans unité) correspond au quotient de la profondeur maximale (Zm, mesurée en mètres) et de la racine carrée de la superficie (Ao, mesurée en hectares) :

#### L'indice de creux moyen
C'est un autre concept, dérivé de l'indice de creux, promu par Meybeck en 1995 pour classer les plans d’eau selon un indice de profondeur pondéré. Il se calcule à partir de l’indice de creux préalablement proposé par Delebecque, mais en utilisant la profondeur moyenne (plus difficile à calculer). Meybeck classe ainsi tous les lacs en 5 classes de plans d’eau suivant leur indice de creux. Quand la profondeur moyenne est inférieure à un indice de 0,1, il parle de lac très plat, puis de lac plat (de 0,1 à 0,5), lacs normaux (0,5 à 2,5), lacs creux (2,5 à 12,5), et enfin de lac très creux (12,5 et plus). Le seuil qui sépare chaque catégorie reste néanmoins arbitraire.

#### Plans d'eau superficiels ou pelliculaires (peu et très peu profonds)
Ils ont été mieux définis par deux manuels de limnologie, de Wetzel (1983) puis de Burgis et Morris (1987). Leur fonctionnement écologique est original. Leurs processus morphologiques sont différents de ceux des eaux profondes. En particulier ; à cause du brassage par convection des couches d'eau par les courants superficiels et secondaires induits par le vent, on n'y constate pas de stratification thermique (homothermie) ou elle ne dure pas plus de quelques jours et on les dits polymictiques, c’est-à-dire avec un rythme de brassage plus rapide que le rythme saisonnier Ils sont nombreux autour de l'arctique (reliques glaciaires). Ils sont également nombreux dans certaines grandes plaines alluviales inondées par de grands fleuves (ex. : Yang Tsé Kiang ou Amazone). Leur écologie particulière est liée à des variations plus intenses et rapides des températures et de la salinité, à la pénétration de la lumière dans toute la couche d'eau, ce qui permet une présence relative potentiellement plus importante des macrophytes, et parfois à une turbidité pouvant devenir importante, liée aux remises en suspension de sédiments en période très venteuses,,, à leur redistribution par les vagues ou à cause de blooms planctoniques. Dans ces lacs, les cycles biogéochimiques (du phosphore, de l’azote et du carbone notamment) peuvent être accélérés, notamment en zone tropicale et tempérée. Les vaguelettes induites par le vent érodent les berges et transportent les sédiments avec un bilan sédimentaire différent de ce qu'il serait dans un lac profond. Ils sont sensibles aux pollutions et à l'eutrophisation. 
« L’intensité de la réponse du lac au forçage dépend de deux paramètres : le rapport entre le volume du lac et sa superficie (profondeur moyenne) et le rapport entre le volume du lac et l’apport par les rivières (temps de séjour de l’eau). »

#### Convection
Les courants de convection sont dits « libres » ou « mécaniques ». La convection libre (ou passive) résulte de l'enfoncement naturel d'une couche superficielle rendue plus dense (plus salée le jour avec l'évaporation, plus rapidement refroidie la nuit…), ce qui dans une faible couche d'eau contribue significativement au brassage de toute la colonne d’eau. La convection mécanique est le brassage des couches d'eaux forcées par le vent, l'arrivée d'un courant d'eau, des sources sur le fond du lac, etc. Les mouvements du plancton (daphnies, copépodes notamment) peuvent aussi contribuer aux micromélanges de couches d'eau qui sans cela se stratifieraient plus facilement. La présence active de nombreux poissons ou de gros animaux (crocodiles ou caïmans, lamantins, hippopotames, etc.) contribue aussi au brassage de l'eau.
Le temps de résidence hydraulique est le temps moyen durant lequel l'eau séjourne dans le lac. Il se mesure souvent en année à décennies dans les grands lacs.

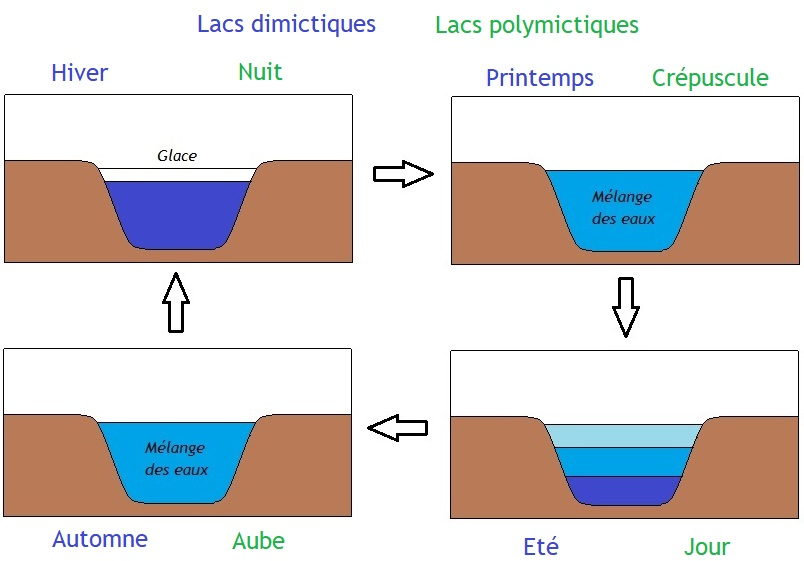
Lacs dimictiques et polymictiques.

Les lacs sont classés selon leur régime de convection thermique, ce qui permet de distinguer les lacs amictiques, monomictiques, dimictiques, polymictiques, holomictiques et méromictiques. Les lacs amictiques, monomictiques, dimictiques et polymictiques se différencient par la fréquence des brassages et leurs types.
- Les lacs amictiques ne subissent pas de convection et leurs eaux ne sont jamais brassées. Il s'agit de lacs dont la surface est gelée en permanence, ce qui les isole des aléas climatiques et de l'ensoleillement, sources de convection dans les autres lacs.
- Les lacs monomictiques ont une stratification thermique stable, mais avec un brassage annuel, lors de la saison froide ou chaude. Pour les lacs monomictiques froids, le brassage convectif a lieu lors de la saison chaude. Le moteur de la convection est le réchauffement des eaux de surface par le soleil. Pour les lacs monomictiques chauds, le brassage convectif a lieu lors de la saison froide, à la suite du refroidissement des eaux de surface.
- Les lacs dimictiques et polymictiques subissent des mélanges fréquents, qui entraînent une commutation entre stratification thermique normale (eaux chaudes au sommet, eaux froides au fond) et stratification thermique inverse. Pour les lacs dimictiques, la stratification thermique normale a lieu en saison chaude, quand les eaux de surface sont chauffées par le soleil, et la stratification thermique inverse est présente dans la saison froide, à la suite du refroidissement de la surface du lac et éventuellement du gel de sa surface. Pour les lacs polymictiques, le cycle est journalier, avec une stratification normale le jour et une stratification inverse la nuit.

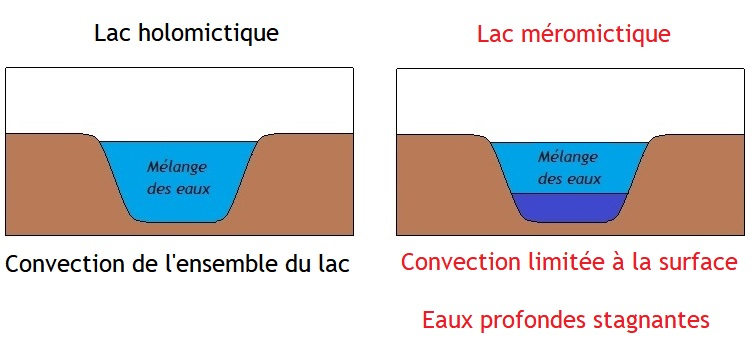
Lacs holomictiques et méromictiques.

La distinction entre lacs holomictiques et méromictiques tient dans la profondeur de la convection lacustre. Dans les lacs holomictiques, la convection brasse l'ensemble du lac, sur toute sa profondeur. Le mélange est eaux est alors suffisamment efficace pour brasser l'ensemble du lac. Ce faisant, les eaux du lac sont suffisamment oxygénées par le brassage, permettant l'existence d'une vie développée au fond du lac. À l'opposé, les lacs méromictiques se caractérisent par une convection limitée à la surface du lac. Les eaux profondes ne sont pas brassées par la convection et stagnent au fond du lac. Le lac se divise en deux couches : une couche de surface soumise à la convection, et une couche profonde non-brassée. Les eaux de la couche profonde sont très réductrices : elles sont peu oxygénées, sans compter que la dégradation de la matière organique accentue le potentiel redox des eaux.

### Dans le droit
En droit international, un lac est entièrement administré par son ou ses États riverains, et ce quelle que soit la distance par rapport au rivage. Dans certains pays, les berges et une bande de terre riveraine ne peuvent pas devenir propriété privée. La libre-circulation sur les rives reste ainsi permise pour tous. En France, le Conservatoire du littoral a également compétence sur les « rivages lacustres ». Dans le droit européen de l'environnement, les lacs peuvent être intégrés dans le réseau Natura 2000, et le bon état écologique est une cible pour 2015 (sauf dérogation), imposée par la Directive cadre sur l'eau. Certains auteurs ont proposé une typologie paneuropéenne de critères d'appréciation de leur qualité.

### Origines des lacs
Une classification des lacs peut se faire sur le type d'événement géologique qui a présidé à leur formation :
- océaniques, c'est-à-dire des restes d'anciens océans séparés des autres mers, par exemple la mer Caspienne, voire la mer Noire pendant les périodes glaciaires ;
- tectoniques, dus à l'effondrement de portions de la croûte terrestre, comme le lac Tanganyika, le lac Malawi et le lac Victoria ;
- volcaniques, formés dans une caldeira ou un volcan actif (lac acide) :
  - lacs de cratère comme le lac d'Albano, le lac Pavin, le lac de Nemi ou le lac Barombi Mbo,
  - lacs polycratères ou intercratères, comme le lac de Bolsena ou le lac de Bracciano ;
- alluvionnaires, quand un cours d'eau, par exemple le Brenta en Vénétie (Italie), rencontre des dépôts alluvionnaires sur son cours, formant ainsi le lac de Levico et le lac de Caldonazzo ;
- lacs glaciaires, dus à l'érosion glaciaire, comme les lacs des régions préalpines ; c'est l'exemple des Cent lacs en Italie ;
- lacs sous-glaciaires, situés sous des glaciers, comme le lac subglaciaire de Vostok[47] ;
- lacs pro-glaciaires, quand le lac est situé devant et alimenté par un glacier ;
- morainiques, quand les matériaux transportés et déposés par les glaciers forment un barrage ;
- karstiques, dus à des phénomènes d'érosion en milieu calcaire et souvent très petits ;
- de déflation, dus à l'érosion par les vents, tels ceux du Languedoc (en France) ;
- lacs artificiels, créés par des ouvrages construits par l'homme, souvent des lacs de barrage pour la production hydroélectrique, par exemple le lac de Serre-Ponçon (en France) ou les lacs de l'Eau d'Heure (en Belgique).

### Répartition
Les lacs naturels sont inégalement répartis. Le contexte hydro-géomorphologique les rend bien plus nombreux dans les anciennes zones glaciaires. Leur géographie varie aussi selon que les hommes les ont vidés ou drainés ou au contraire artificiellement aménagés, construits ou agrandis en établissant des digues et barrages.
En Europe, il y a environ 500 000 lacs de plus de 1 ha (dont près de 50 % en Suède et Finlande), 16 000 dépassant 1 km2.
Dans le monde, hormis les zones glaciaires Arctique et Antarctique, le nombre de lacs d'une superficie supérieure à 0,002 km2 est d'environ 117 millions. Leur surface totale couvre environ 5 millions de km2, soit 3,7 % de la surface terrestre[source insuffisante]. Le volume total des lacs terrestres est de 199 000 ± 3 000 km3 (intervalle de confiance à 95 %), et leur profondeur moyenne de 41,8 ± 0,6 m.
Le classement des lacs par leur localisation géographique ou altimétrique est fait par certains : ces classements comportent ainsi les lacs polaires, les lacs de montagne (en France, ils correspondent aux lacs situés à plus de 700 m d'altitude, 600 m dans les Vosges), etc. Les lacs polaires et lacs de montagne ont un fonctionnement marqué par la température de l'eau, influençant leur cycle trophique.

### Équilibre hydrique

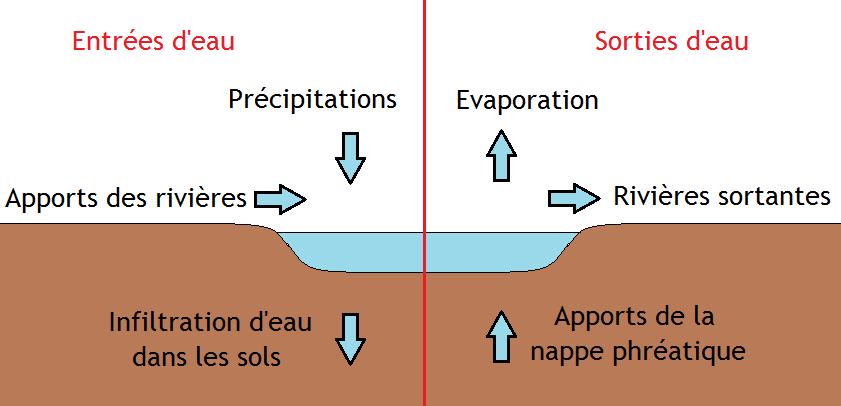
Ce schéma montre les possibles apports en eaux et pertes qui font varier la quantité d'eau présente dans un lac.

Les lacs sont généralement alimentés en eaux par plusieurs sources. Les précipitations sont les premières sources, mais leur bilan est relativement faible. Un lac peut aussi être alimenté par un ou plusieurs cours d'eau en amont, par des résurgences, ou par des glaciers. L'eau peut s'évacuer naturellement, principalement par un cours d'eau appelé émissaire, mais aussi par évaporation. Cependant, certains lacs sont dits endoréiques et n'ont pas de cours d'eau émissaires. Le lac peut aussi perdre de l'eau par évaporation, ce mécanisme étant important en été ou sous certains climats. Certains lacs sont ainsi des lacs temporaires, qui ne survivent que lors de certaines saisons et disparaissent en été. Plus rarement, l'eau peut s'infiltrer dans le sol situé sous le lac, si celui-ci est perméable.

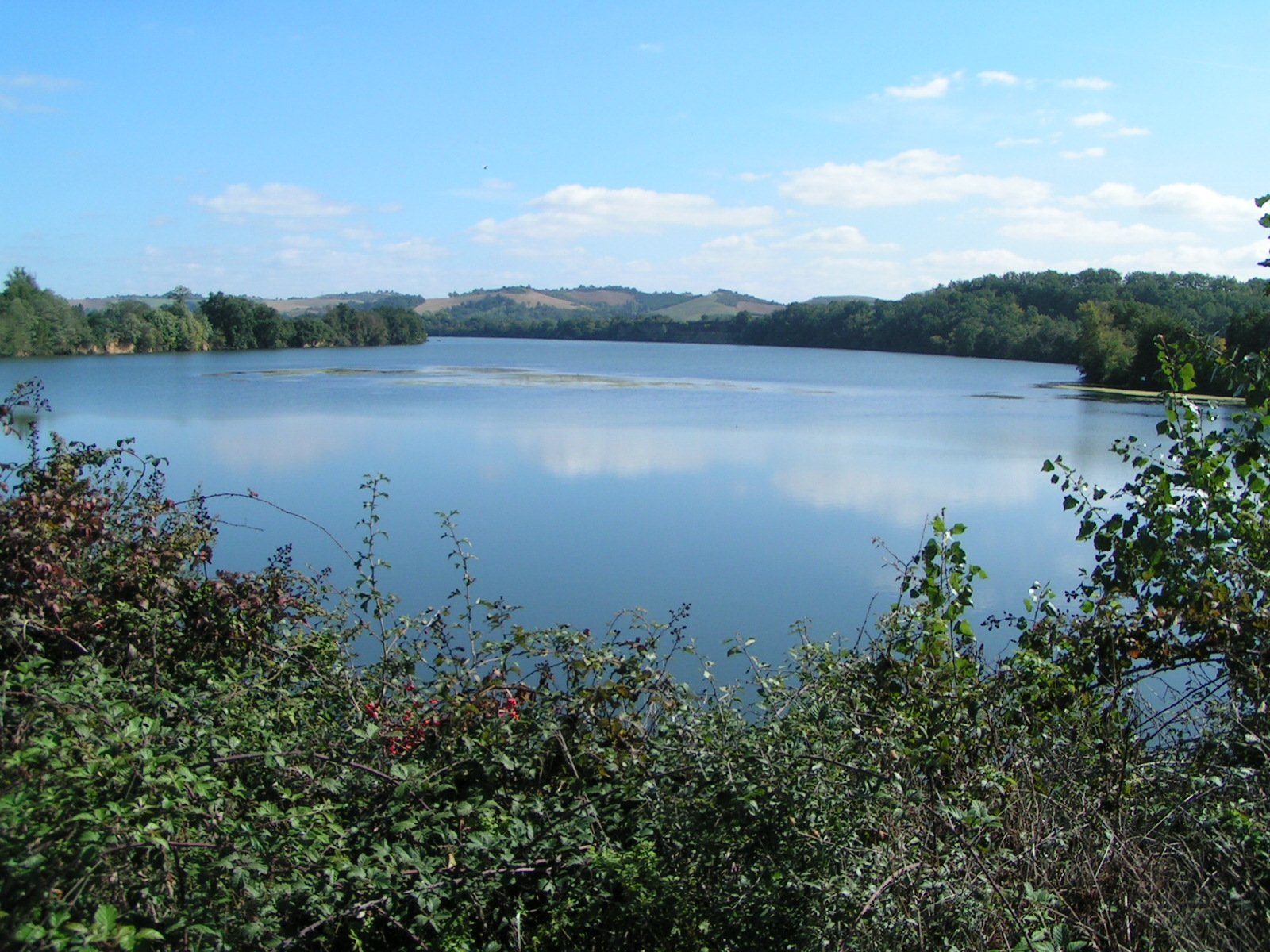
Retenue du barrage de Carbonne.

Les lacs constituent une importante réserve d'eau douce utilisée par l'homme pour l'irrigation des cultures, comme source d'eau potable et dans certains cas pour produire de l'énergie électrique. En revanche, certains lacs de retenue sont responsables de l'assèchement de la partie aval de leur bassin.

### Courants

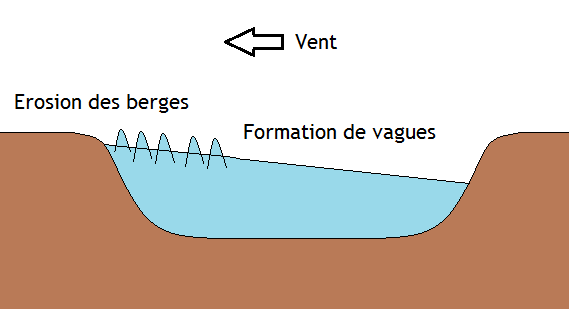
Ce schéma montre comment les vents peuvent former des vagues à la surface d'un lac, et comment le vent pousse les eaux sur les berges.

Bien que stagnante, l'eau des lacs connaît de nombreux mouvements internes. Outre les courants créés par les cours d'eau, en amont ou en aval, et les sources souterraines, il peut se produire des tourbillons ou des ondes dus à diverses causes, parmi lesquelles l'action du vent à la surface de l'eau. En outre, les lacs sont sujets à une série de mouvements, véritables déplacements périodiques d'eau d'un côté à l'autre du bassin, observables comme de réelles dénivellations d'une partie à l'autre de la côte. Dans le lac de Bolsena, malgré sa taille relativement limitée, on a ainsi enregistré des variations de niveau allant jusqu'à 50 cm.
De plus, les grands lacs dans les villes métropolitaines sont des lacs artificiels (cf. lac du parc des Buttes-Chaumont) dont l'eau ne va pas au sol (source Bodo Groening, 2004, Madrid).
Enfin, les différentes couches d'eau se déplacent en profondeur en raison des différences de température en fonction de la profondeur, de la journée et des saisons.
D'après François-Alphonse Forel, « en opposition avec les fleuves, rivières et autres eaux courantes, les lacs sont formés d'eaux stagnantes ; ces eaux ne sont pas entraînées dans une direction toujours la même ». L'eau des courants lacustres change souvent de direction, à cause des changements de direction du vent, des obstacles rencontrés (côte, île, etc.) et des variations de températures entre différentes zones.
De nos jours, il est proposé d'employer à la place de « masse d'eau » le terme de plan d'eau, ou nappe d'eau, du fait que de grands mouvements existent mais ne suivent pas une pente comme un cours d'eau.

### Strates
Les lacs sont plus ou moins stratifiés thermiquement, en termes de pH, d'oxygénation et écologiquement. Cette stratification, qui peut faire l'objet d'importantes variations saisonnières, peut être enregistrée dans les sédiments, de même que les teneurs en certains polluants. Certains mollusques (limnées et bivalves tels que les pisidies), selon qu'ils colonisent ou non la zone profonde des lacs, peuvent être des indicateurs de phénomènes d'anoxie ou de toxicité des fonds.

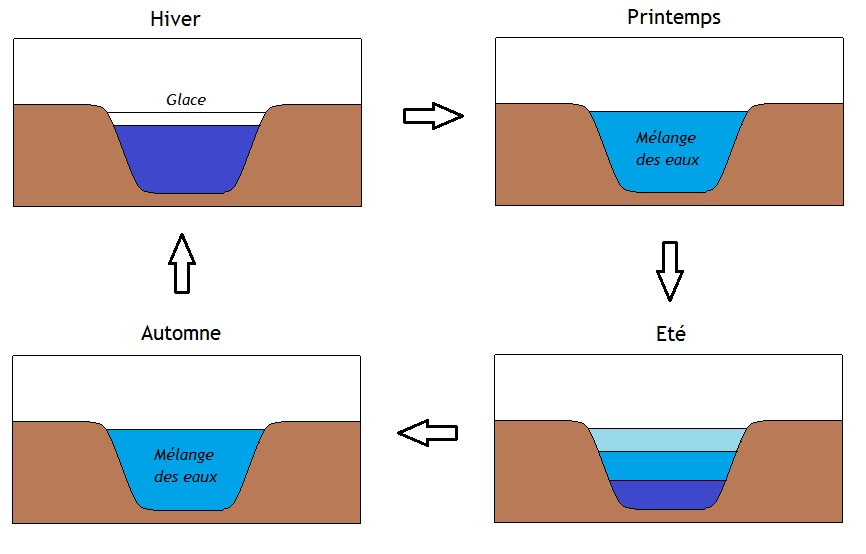
Stratification des eaux d'un lac suivant la saison.

En hiver, l'ensemble des eaux du lac a une température relativement faible. La température des eaux est constante, mais supérieure à zéro, et augmente avec la profondeur. La raison est que les eaux sont protégées de la froideur de l'hiver par la couche de glace. L'ensemble de ces eaux est pauvre en oxygène, étant donné que la glace isole les eaux de l’atmosphère.
En été, les eaux du lac sont chargées en oxygène (car elles sont au contact de l’atmosphère) et sont recouvertes par une couche chauffée par le soleil. Cette couche d'eau chaude surmonte une couche d'eaux froides et peu oxygénées (l'oxygène et la chaleur se diffusent sur une faible profondeur dans le lac). Les deux couches sont relativement homogènes. Entre les deux couches, la zone de contact voit sa température et son taux d'oxygénation varier rapidement avec la profondeur.
Au printemps ou en automne, les eaux du lac se mélangent à la suite de phénomènes de convection thermique, liés à une inversion thermique.

### Disparition d'un lac
Au fur et à mesure de milliers, voire de millions d'années, les sédiments se déposent au fond des lacs, s'accumulent sur des mètres ou dizaines de mètres. Dans le même temps, les tourbières ou ceintures de végétation arborée peuvent coloniser la partie centrale d'un lac peu profond. Un lac peut ainsi finir par évoluer vers un réseau d'étangs, puis une zone de marais, puis une tourbière et une forêt alluviale humide (dans les zones restant suffisamment humides) et, enfin, être totalement comblé. Un exemple d'évolution et de disparition d'un lac est fourni par les anciens lacs de la plaine d'Oisans, dans les Alpes françaises : cette plaine, qui accueillait encore au Moyen-Âge un lac peu profond, le lac Saint-Laurent, issu de vestiges de lacs paléolithiques, est assise sur une couche de sédiments dont l'épaisseur est estimée à son maximum à 500 m.

## Incidence des lacs sur les activités humaines

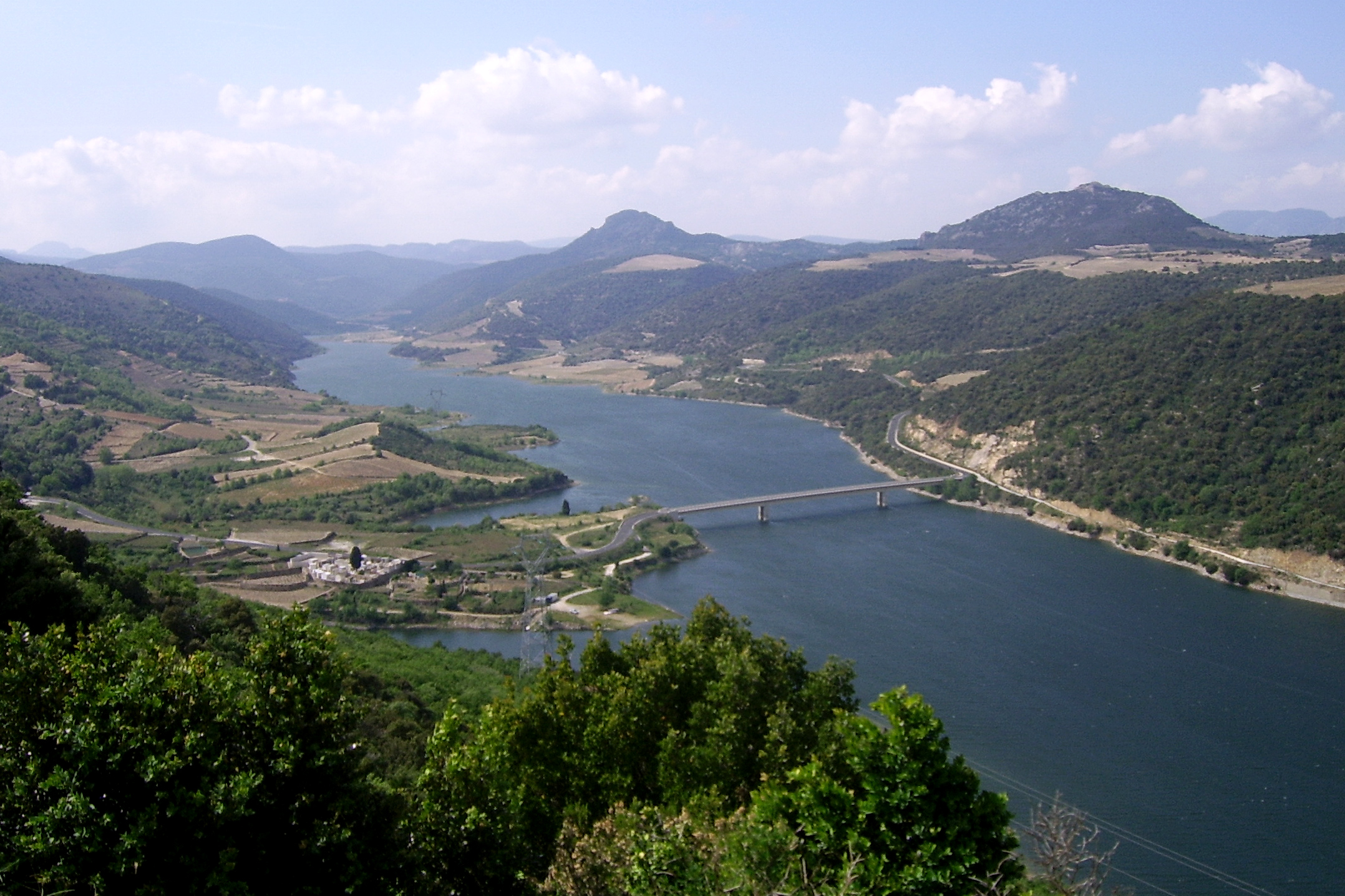
Lac du barrage de Caramany, (Pyrénées-Orientales).

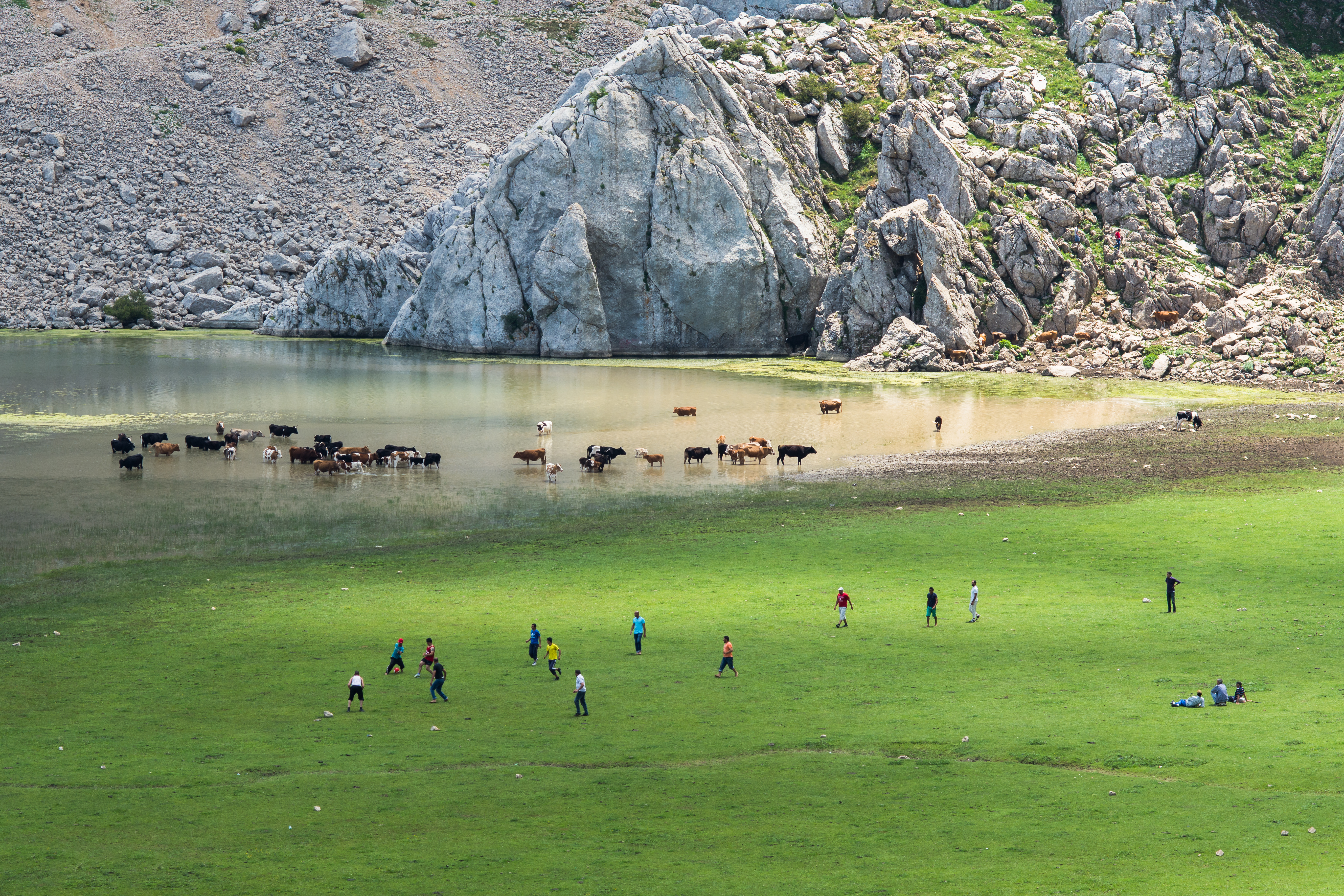
Lac d'Aguelmim à Tikjda, Algérie.

Les lacs constituent d'importantes réserves d'eau douce et de ressources halieutiques. L'irrigation des cultures, la pêche, le pompage d'eau potable (ou à potabiliser) et l'énergie électrique, certaines formes de tourisme et d'activités sportives et nautiques sont des activités qui en dépendent et qui les affectent quantitativement et qualitativement.
Les activités de loisirs et sportives telles que le canotage, la voile ou la planche à voile, des promenades en barque ou en bateau, et la plongée se pratiquent plutôt l'été en zone tempérée. Dans les pays froids, le ski, la marche en raquette, etc. peuvent être pratiqués sur les lacs gelés.
Dans certains pays, de nombreux lacs ou leurs berges appartiennent au domaine privé. La pêche y est pratiquée par des professionnels, ou amateurs en toute saison dans les domaines privés, et plus généralement, pendant la période de fermeture de la première catégorie) pour la pêche à la mouche.
La baignade peut être interdite dans les lacs non aménagés plus dangereux que les côtes maritimes. L'eau y est parfois glacée (lacs de montagne). L'eau y est aussi moins salée, et donc moins dense, ce qui explique qu'elle porte moins le corps. Localement, des courants ou tourbillons inattendus peuvent survenir. Dans la nature, ils sont souvent sans surveillance, sans petit bain pour les enfants, et sans équipements de sauvetage.
L'imagerie satellitaire et les nouvelles technologies de géolocalisation (GPS, ainsi que des outils tels que Google Earth) ont facilité la connaissance et l'accès aux nombreux lacs qui existent sur la planète. Nombre d'entre eux font l'objet d'une surveillance de la qualité de l'eau, voire de plans de restauration.

### Symbolique
Le lac symbolise en général l'œil de la terre, un lieu par lequel les habitants d'un monde souterrain pourraient regarder la surface. Pour les gaulois, les lacs étaient considérés comme des divinités ou des demeures des Dieux.

### Les lacs en littérature
- Le Lac, poème de Lamartine
- Poètes lakistes : Coleridge, Southey, Wordsworth
- Le Lac (légende arthurienne)

## Incidence des activités humaines et du réchauffement climatique sur les lacs
Dans les zones où l'homme est présent, les lacs (en tant que recueillant les eaux de ruissellement) et les services écosystémiques qu'ils fournissent sont plus ou moins vulnérable aux prélèvements d'eau et à diverses pollutions (pollution par les pesticides, eutrophisation, dystrophisation et blooms alguaux de cyanophycées écotoxiques induits par les engrais lessivés sur les sols agricoles, métaux lourds, métalloïdes et polluants organiques stockés parfois pour longtemps dans les sédiments et/ou certains organismes lacustres, pollution routière (dont liée au salage des routes et aux stocks de sel en plein air).
- La salinisation de nombreux lacs semble inéluctablement progresser depuis les années 1940, notamment en Amérique du Nord, au point qu'elle devrait - au rythme actuel (des années 2010) - devenir mortelle pour de nombreuses espèces lacustres avant 2050[57]. C'est ce que conclut une étude récente pilotée par Hilary Dugan (Université du Wisconsin-Madison) et ses collègues, basée sur des données accumulées sur plus de 70 ans sur les taux de chlorure de 284 lacs continentaux du Midwest et du nord-est : la salinité de 99 de ces lacs augmente régulièrement dont en raison du salage des routes. Le taux d'imperméabilisation des sols périphériques aux lacs est prédicteur du risque de salinisation des lacs[57] : statistiquement, « le fait d'avoir seulement 1 % des terres proches couvertes de surfaces imperméables de type asphalte augmente considérablement la probabilité d'une telle salinisation. Sur les lacs affectés, 26 ont déjà des taux de chlorure déjà supérieures à 100 mg/L, ce qui les classe dans la catégorie où les effets écologiques commencent. D'ici 2050, 47 autres lacs devraient atteindre ce niveau et 14 devraient dépasser le seuil de 230 mg/L considéré par l'EPA comme limite recommandée pour la vie aquatique »[57]. Le réchauffement climatique se traduit par une diminution du nombre d'heures de gel/an, mais n'exclut pas des refroidissements locaux, et par ailleurs l'imperméabilisation gagne du terrain, et le sel est de plus en plus utilisé[57] ; en 2015, plus du quart des grands lacs du nord des États-Unis sont entourés de sols imperméabilisés sur plus de 1 % de leur surface[57]. Certaines zones humides côtières sont en outre menacées par les invasions marines et/ou des biseaux salés liés à la montée des océans.
- Phénologie de l'emprise des glaces d'eau douce[58] : le nombre de jours d'englacement des cours d'eau, canaux et lacs diminue dans le monde[59] (en 2019, certains ne gèlent plus du tout et environ 15 000 lacs gèlent déjà moins qu'auparavant). Environ la moitié des 117 millions de lacs du monde gèlent chaque hiver, un moment important pour l'écologie du lac et pour les humains vivant à leurs abords[59]. Une étude récente (publiée début 2019 dans Nature Climate Change) basé sur le suivi de 513 lacs de l'hémisphère Nord montre que les schémas gel/dégel ont changé depuis 1970. Quand autour d'un lac autrefois gelé tout l'hiver, la température annuelle moyenne de l'air est supérieure à 8 °C, il ne gèlera pas tout l'hiver. La profondeur du lac, son emplacement, son altitude et la complexité de son rivage modulent aussi l'épaisseur, la durée et la répartition de la glace[60]. Selon cette étude : environ 14 800 lacs ont actuellement une couverture de glace hivernale intermittente. Ce nombre s'élèvera à 35 300 si la température moyenne monte de 2 °C, et à 230 400 pour une température moyenne de 8 °C, en affectant respectivement jusqu'à 394 et 656 millions de personnes. Ce travail confirme l'urgence et l'importance des stratégies d’atténuation du climat pour préserver les structures et les fonctions des écosystèmes, ainsi que le patrimoine culturel et économique hivernal local (patinage, circulation motorisée (transports[61] par véhicules, motoneige, traîneau, pêche sur glace[62]...). Ces lacs dont l'albédo augmentera, verront leur évaporation augmenter[63], diminuant de volume et perdant de leur inertie thermique, devenant plus vulnérable encore au réchauffement ; leur écologie en sera probablement significativement modifiée, avant 2100[64]. L'Europe est concernée[65].

## Lacs extraterrestres

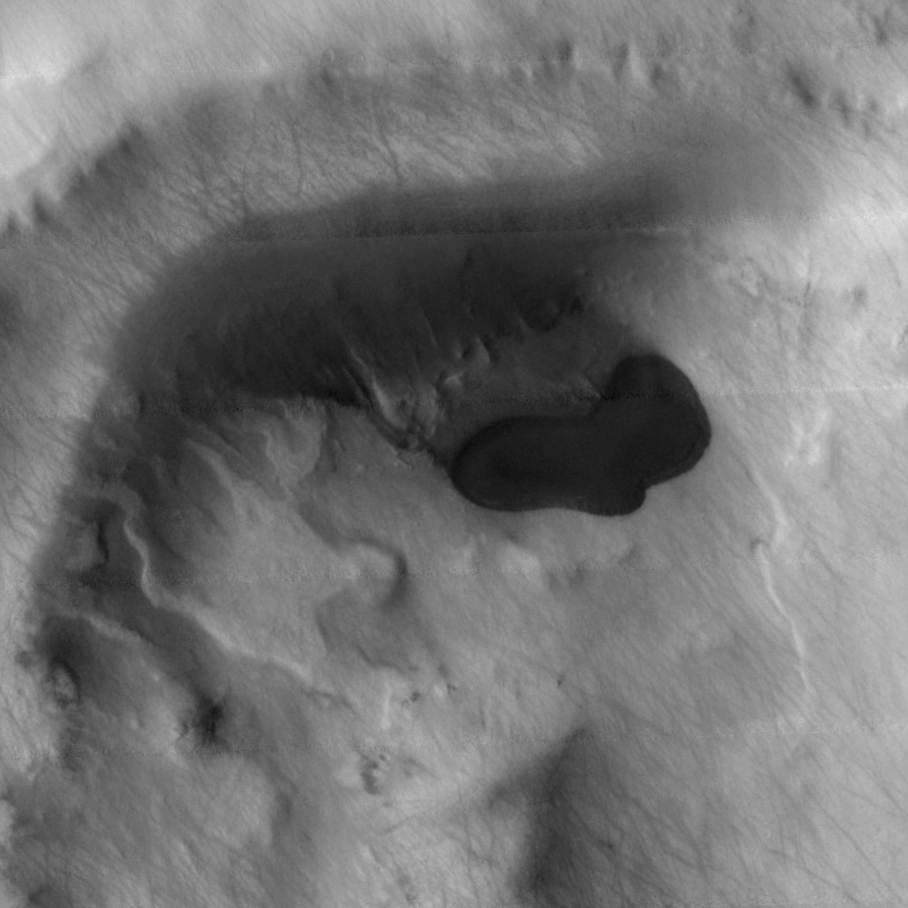
Cliché d'une formation ressemblant à un lac, pris par l'instrument THEMIS de la sonde Mars Odyssey le 14 novembre 2003.

### Mars
En 2004, l'équipe scientifique de THEMIS, l'instrument de Mars Odyssey prévu pour détecter la présence d'eau passée sur Mars, a découvert sur une des images de la sonde une « structure qui ressemble à un lac situé au centre du cratère ». En 2005, la sonde Mars Express a détecté, à proximité du pôle nord, un lac de glace d'eau dans un cratère.

### Titan
Sur Titan, satellite naturel de Saturne, la sonde Cassini a confirmé la présence de lacs d'hydrocarbures liquides.

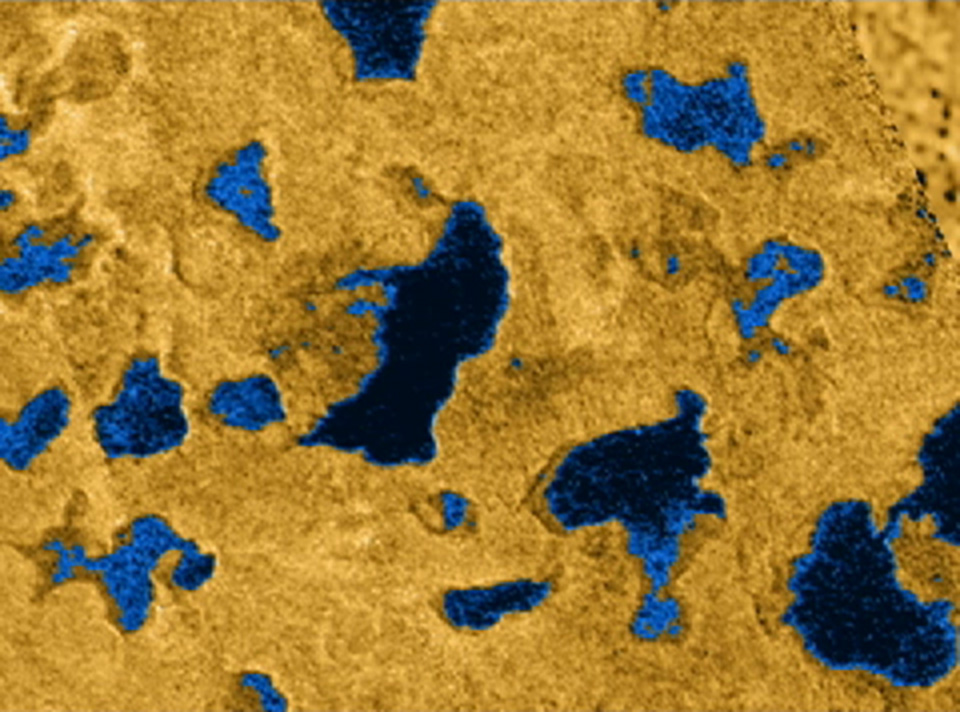
Lacs de Titan, photographiés en fausses couleurs par la sonde Cassini.

### Pluton

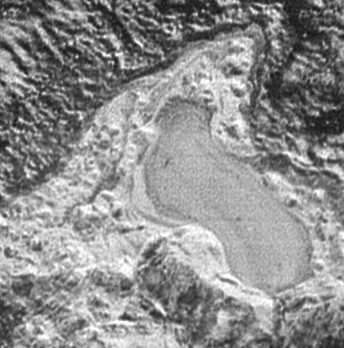
Structure pouvant être un ancien lac d'azote gelé, localisée au Nord de la plaine Spoutnik.

Des structures à la surface de Pluton suggèrent l'existence d'anciens lacs sur la planète naine.